# Centaurea chrysantha
Centaurea chrysantha — вид рослин роду волошка (Centaurea), з родини айстрових (Asteraceae).

## Опис рослини
Це багаторічна рослина з коротким, як правило, простим стеблом 0.5–10 см. Листки густо біло-ворсисті з обох боків, ліроподібні, з 2–3 парами невеликих бічних сегментів, кінцевий сегмент ромбічний до майже орбікулярний, 8–13 мм завширшки, рідше з меншими частками між бічними сегментами. Кластер філаріїв (приквіток) 15–20 × 10–15 мм, довгастий; придатки 8–20 мм, солом'яного кольору. Квітки жовті. Сім'янки ≈ 5 мм; папуси відсутні. Період цвітіння: червень.

## Середовище проживання
Ендемік Туреччини. Населяє скелясті схили на висотах від 1000 до 2190 метрів.